# Parabola del ricco stolto

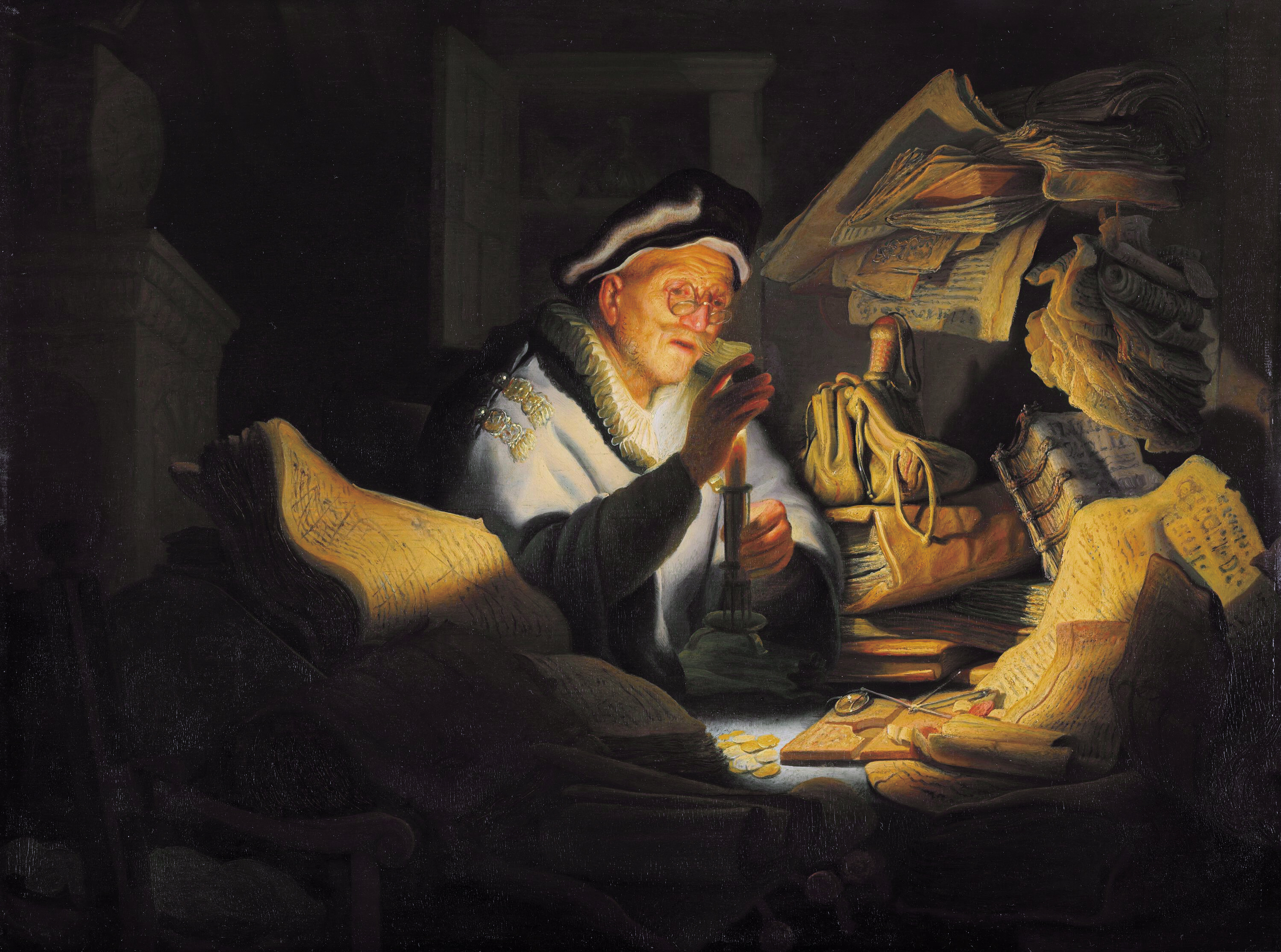
La parabola del ricco stolto di Rembrandt, 1627.

La parabola del ricco stolto o parabola dell'avaro è una parabola di Gesù, presente nel Vangelo secondo Luca (Lc 12,16-21) e nel Vangelo di Tommaso (63). Tratta della futilità di credere che la ricchezza possa assicurare prosperità o una bella vita.
Rappresentata da diversi artisti, il più noto di questi fu Rembrandt.

## Parabola

### Vangelo secondo Luca
Un membro della folla che sta ascoltando Gesù gli sottopone una disputa finanziaria familiare:
Ma egli gli disse, "O uomo, chi mi ha costituito giudice e arbitro su di voi?" Disse poi a loro, "Fate attenzione! Guardatevi dall'avarizia, perché la vita di uno non consiste nell'abbondanza delle cose che possiede."»
(Lc 12,13–15, CEI)
Gesù prosegue con la seguente parabola:
(Lc 12,16–21, CEI)

### Vangelo di Tommaso
Come tipico del Vangelo di Tommaso, qui è presente solo la parabola, senza storia al contorno:
(Vangelo secondo Tommaso, 63)

## Interpretazione
Il ricco contadino in questa parabola è ritratto negativamente, come un esempio di cupidigia e avarizia. Rimpiazzando le stalle che ha, egli non usa la terra per coltivarla, bensì per massimizzare le proprie entrate, attendendo il prezzo migliore per la vendita successiva. Sant'Agostino commenta come il contadino abbia "pianificato di riempire la sua anima di eccessi e gioie non necessarie e di essere orgoglioso di disgregare tutte quelle pance vuote dei poveri. Egli non realizza che le pance vuote dei poveri sono più sicure delle sue stalle."
Arland J. Hultgren ha commentato questa parabola notando come essa "provvede un esempio di cosa uno non debba essere. La persona la cui identità è legata a ciò che possiede, al suo status, e/o alle conquiste che ha raggiunto o direziona la sua vita solo verso quello scopo può facilmente rimanere sordo alla chiamata di Dio ed ai bisogni del vicino." La conversazione del contadino con sé steso è incentrata unicamente su di sé: l'uso del pronome in terza persona si presenta ben 11 volte. In termini retorici, è un esempio di stream of consciousness, di monologo interiore, che serve a scopo narrativo a informare il lettore della tragica fine del personaggio, dell’hubris di cui si macchia.
La stoltezza del ricco risiede in particolare nel fatto che la ricchezza non possa garantirgli il futuro: il Giorno del Giudizio arriverà prima di quanto lui si aspetti.

## Rappresentazioni artistiche
La parabola è stata dipinta da diversi artisti tra cui Rembrandt, Jan Luyken, James Tissot e David Teniers il Giovane.